# OK (canção de Robin Schulz)
"OK" é uma canção do DJ e produtor musical alemão Robin Schulz. A canção foi lançada em 19 de maio de 2017 como o segundo single do seu terceiro álbum de estúdio, Uncovered (2017). Possui vocais do cantor e compositor inglês James Blunt.

## Antecedentes
A música foi escrita originalmente por Blunt para o seu álbum The Afterlove, mas não foi incluída na versão final. Blunt disse ao Sodajerker, um podcast sobre composição, que a gravadora achou que a música era um sucesso, mas que ele mesmo não achou que "acertou em cheio" e recusou-se a lançá-la. Mais tarde, ele conheceu o seu amigo Schulz, que, para surpresa de Blunt, tinha ouvido a música inédita e estava "brincando com ela". Blunt disse que o DJ havia "adicionado a magia de Robin Schulz" e admitiu que a gravadora estava certa sobre o potencial da música.
A música foi interpretada por Schulz para um público de 8.500 fãs na Arena König Pilsener.

## Vídeo de música
O videoclipe oficial da música foi lançado em 19 de maio de 2017 por meio da conta de Robin Schulz no YouTube. Foi dirigido por Liza Minou Morberg e é uma homenagem óbvia ao filme The Eternal Sunshine of the Spotless Mind.

## Lista de músicas
| N.º | Título                                   | Duração |  |
| 1.  | "OK" (com a participação de James Blunt) |         |  |

| Maxi CD |                                                                   |         |  |
| N.º     | Título                                                            | Duração |  |
| 1.      | "OK" (com a participação de James Blunt)                          | 3:09    |  |
| 2.      | "OK" (com a participação de James Blunt; versão estendida)        | 4:52    |  |
| 3.      | "OK" (com a participação de James Blunt; Heyder remix)            | 4:39    |  |
| 4.      | "OK" (com a participação de James Blunt; Ofenbach remix)          | 3:04    |  |
| 5.      | "OK" (com a participação de James Blunt; Stadiumx remix)          | 4:38    |  |
| 6.      | "OK" (com a participação de James Blunt; Black Saint remix)       | 5:45    |  |
| 7.      | "OK" (com a participação de James Blunt; Sylvain Armand remix)    | 3:00    |  |
| 8.      | "OK" (com a participação de James Blunt; Blunty's Johnny Vix mix) | 3:16    |  |